# Dawydkowo (rejon totiemski)
Dawydkowo (ros. Давыдково) – wieś w Rosji, w rejonie totiemskim obwodu wołogodzkiego. W 2002 r. liczyła 4 mieszkańców, a w 2010 r. była niezamieszkana.